# Guargualé
Guargualé település Franciaországban, Corse-du-Sud megyében. Lakosainak száma 148 fő (2022. január 1.). Guargualé Albitreccia, Cognocoli-Monticchi, Petreto-Bicchisano, Pila-Canale és Urbalacone községekkel határos.

## Népesség
A település népességének változása:
| Lakosok száma | 166  | 104  | 69   | 119  | 134  | 135  | 145  | 148  | 153  | 148  |
|               | 1968 | 1982 | 1990 | 2006 | 2013 | 2015 | 2017 | 2019 | 2020 | 2022 |